# Leyenda de Yuruparí
La leyenda de Yuruparí o Yuruparý (en ñe'engatú: Juruparý [ʒuɾupaˈɾɨ]) es un relato mítico fundacional amazónico que se conoce de la transcripción hecha a partir de la versión relatada a finales del siglo XIX por el indígena José Maximino y traducida al italiano por el conde Ermanno Stradelli. Es una de las obras más antiguas de la literatura de Colombia de las que se tiene conocimientos.
Yuruparý es un héroe mítico, conocido en las tribus indígenas de Brasil y Colombia, por indígenas  de las familias lingüísticas tupí-guaraní, tucano y arawak. Esta leyenda interviene en algunas tradiciones importantes como las leyes de Yuruparí - o las leyes del Sol -, el ritual de Yuruparý, y dentro de este, las flautas y las máscaras de Yuruparý.
La Leyenda de Yuruparý es uno de los grandes textos precolombinos que sobreviven junto con el Popol Vuh.

## Origen de "La Leyenda de Yuruparý"
La Leyenda de Yuruparý era de común conocimiento en las tribus del Amazona colombiano-brasileño, especialmente en la cuenca del Río Vaupés, habiendo sido transmitida de manera oral.

“De uno y de otro, confrontando y ordenando las diversas narraciones y sometiéndolas a las críticas de los varios indígenas reunidos, para poder estar seguro ahora de presentar esta leyenda indígena”

Stradelli afirma que este acto es

“un trabajo destinado como modificar profundamente todo aquello que se conoce sobre estos indígenas y a aportar una inmensa luz sobre su proveniencia”

Roberto le dio el texto, luego lo confrontaron con indígenas de la zona, miembros de diferentes tribus, y así fueron articulando las frases de la leyenda, como Stradelli mismo dijo, hasta tenerla terminada y traducida al italiano.
A pesar de existir dicha versión, el texto pasó desapercibido por mucho tiempo tanto para brasileños como para colombianos. Sólo fue hasta la década de los cincuenta cuando Don Pastor Restrepo Lince lo tradujo, con la ayuda de Américo Carnicelli, del italiano al español. Javier Arango Ferrer fue el primero en divulgar el texto en su ensayo Raíz y Desarrollo de la Literatura Colombiana.
La versión italiana fue reproducida de nuevo en São Paulo en 1964 como La leyenda del Yuruparý en otras leyendas amazónicas.
La versión que más se conoce actualmente es la de Héctor Orjuela, traducida al español por Susana Narváez Salessi, publicada en 1983 por el Instituto Caro y Cuervo.

## Resumen de la Leyenda

### Nacimiento de Seucy
Una epidemia atacó a los hombres y sólo sobrevivieron algunos viejos y un payé. Para resolver lo que podría ser el fin de la raza, las mujeres se reunieron en el Lago Muypa, donde Seucy (el nombre dado a las Pléyades (hay quien también dice que Seucy podría haber sido el sol) solía bañarse. Las mujeres no llegaron a ninguna solución, cuando Seucy vino a bañarse. En ese momento el viejo payé, quien estaba presente a pesar de que las mujeres no se habían percatado, las reprendió por haber desobedecido su prohibición de acercarse al lago. Como consecuencia, Seucy ya no volvería a bañarse allí y en adelante las mujeres no podría participar en los asuntos de importancia. A continuación el payé fecundó a todas las mujeres. Diez lunas después todas las mujeres dieron a luz en el mismo momento y entre los recién nacidos se destacaba por su belleza una niña que fue llamada Seucy, por ser una réplica de la Seucy del cielo o la luna.

### Nacimiento de Yuruparý
Al llegar a la edad de los primeros amores, Seucy, aún pura, se antoja de comer la fruta Pihycan, encontró algunas y los jugos de la fruta la fecundaron. Intentó ocultar su estado, pero eventualmente fue imposible y confesó la historia del Pihycan. Cuando nació el niño se parecía al sol por su gran belleza y lo llamaron Yuruparý, que significa engendrado por la fruta.

### Desaparición de Yuruparý
Una luna después del nacimiento de Yuruparý, la gente decidió entregarle las insignias de cacique, pero no estaba la itá-tuixáua, la piedra del jefe, por lo cual tenían que ir a la Sierra del Gancho de la Luna a recobrarla. Pero las mujeres dividieron la tribu en dos bandos: unas decían que todos debían ir por la piedra, otras que deberían ir solo los hombres ya que las mujeres no podían tocarla. Discutieron por una luna hasta que se dieron cuenta de la desaparición de Yuruparý.
Las mujeres culparon a los viejos y los amenazaron con darles "el suplicio de los peces", una tortura consistente en atar el cuerpo dentro del agua, dejando la cabeza afuera, herirlos para que los peces, atraídos por el gusto de la sangre, vinieran a devorarlos. Incluso llegaron a atar a los hombres para que no escaparan.
Durante la noche, se escuchó el llanto de Yuruparý proveniente del árbol del Pihycan. Cuando llegaron a él, todo quedó en silencio. La segunda noche se repitió el llanto y buscaron entre las ramas del Pihycan pero no encontraron nada. La tercera noche cercaron el árbol pero empezaron a escuchar el llanto entre ellos, sin poder descubrir su origen. El llanto era tan aterrador que decidieron no volver a buscar a Yuruparý.
A pesar de que el llanto no cesaba, todos se olvidaron de Yuruparý menos Seucy, quien retirada en la cima de una montaña lloraba la ausencia de su hijo hasta quedar dormida en las madrugadas. Pasaron tres noches así. Una mañana, cuando se despertó se dio cuenta de que la leche de sus senos no estaba. Intentó quedarse despierta para ver quién se estaba amamantando, pero el sueño la vencía y al día siguiente amanecía sin leche.
Pasaron dos años y el llanto fue remplazado por risas, cantos y gritos de un niño jugando con seres desconocidos. Yuruparý crecía fuerte, aunque invisible, a la vez que Seucy envejecía rápidamente desconsolada sin saber nada de su hijo

### El regreso de Yuruparý
Quince años después, en una noche de luna en la que la Seucy celeste vino a bañarse en el lago, reapareció Yuruparý en el pueblo de la mano de su madre, la Seucy terrenal. Era un joven tan hermoso como el sol. Los tenuitas se apresuraron a darle los ornamentos de cacique aunque todavía faltara la itá-tuixáua.
1. Viene a cambiar las leyes matriarcales y caóticas por las leyes del Sol, que son en esencia patriarcales y ordenadas.
2. También trae un conjunto de ritos, cantos y mitos sobre sus ancestros.
3. Visita diferentes tribus para instruirlas sobre las nuevas leyes, y en cada tribu se le presenta resistencia por parte de las mujeres.
4. Entre sus mismos discípulos hay unos traidores y hay otros fieles a él.
5. Encuentra el amor en una mujer llamada Carumá.
6. Al final del relato se aleja por el Oriente para buscar a una mujer que sea digna del Sol.

## Etimología del término Yuruparý
En el relato de Maximiano Andrés Caicedo, La leyenda de Yuruparý, "Yuruparý" significa 'hijo del sol blanco', porque el personaje es engendrado del sol. Sin embargo, no es el único significado que se le ha dado. Henri Coudreau (2009) dice que parte de juru – para – i que significa 'salido de la boca del cerdo', mientras que Jacqueline Bolens (1967) opina que es un término tupí que entre los antiguos Tupinambá designa a un espíritu de la perra. Según Reichel-Dolmatoff (1997), la palabra ha sido tomada de la lengua Tucano y su pronunciación correcta es yërëparí y equivaldría a pasaje – abrir – inseminar o pasaje – deshacerse – abrir.  Por otra parte, también guarda una correspondencia con la palabra yërë o yuru, del tucano, que combinada con la palabra pariri, se refiere a un ritual de pubertad, y así mismo, al complejo de hechos biológicos, creencias, objetos y prácticas asociados con dicho rito. En otra instancia, dice Anton Szandor LaVey, el término Yuruparý es utilizado solamente en conversaciones con extraños, no con indios, entre los cuales utilizan otros términos, como miriá-porá o minía-poari. Estas palabras, anota el antropólogo, equivalen a los agobiados – hijos, por el carácter secreto de los rituales en los que se inscriben, y por la aversión que estas culturas guardan contra la endogamia. Milagros Palma (1982) dice, por su parte, que la palabra Yuruparý fue introducida por los colonos de la región amazónica, para denominar a una divinidad de las frutas, que representan la fecundidad. Stephen Hugh-Jones (1979), desde su visión, dice que el significado es 'hijos de los pájaros'. En La Leyenda de Yuruparý tanto los ancestros míticos como los nombres de los instrumentos están relacionados con los pájaros. Sin embargo, el aspecto del ritual de iniciación, y de la prevención contra el incesto, también son válidos. En resumen, cualquiera de los posibles significados de la palabra podría ser tomado con la misma credibilidad, pues Yuruparý tiene tanto que ver con los pájaros, como con la madera, con las frutas, o con el ritual secreto.

## Mitos relacionados con Yuruparý
Podemos trazar un patrón con la mayoría de las versiones que se han recogido hasta hoy, y resumirlo en la siguiente sucesión de hechos:
1. Concepción del héroe por medios divinos
2. Desaparición misteriosa
3. Regreso al mundo para imponer las leyes
4. Antropofagia
5. Quema
6. Creación de los instrumentos
7. Resurrección (en algunas variantes) para ejercer venganza contra las mujeres que quieren apropiarse del poder que les han quitado los hombres
8. Muerte trágica del héroe

Esta estructura se diferencia bastante a la que sigue la versión de Stradelli y Roberto, en la cual la antropofagia y la quema, así como la resurrección, quedan relegadas a otro personaje. Sin embargo, hay que decir que Roberto y Stradelli tomaron versiones particulares del mito.
“De uno y de otro, confrontando y ordenando las diversas narraciones y sometiéndolas a las críticas de los varios indígenas reunidos, para poder estar seguro ahora de presentar esta leyenda indígena”

## El ritual de Yuruparý
El ritual de Yuruparý es básicamente un ritual de iniciación masculina, en el cual participan:
1. Niños entre 12 y 15 años (los iniciandos) y el chamán (o payé) iniciador

La entrada a mujeres está prohibida en la mayor parte del ritual. En dicha celebración se utilizan unas flautas y trompetas, los Yuruparýs, que producen los rugidos de la Anaconda y del Jaguar ancestrales. También están las máscaras de Yuruparý, tejidas con pelo de mono y de mujer, y con hojas de palma. Después de este evento, los iniciados están listos para casarse y desarrollar todas las actividades propias de un hombre adulto, como cazar, pescar y participar en las decisiones del pueblo.